# Ten (Pearl Jam)
Ten è il primo album in studio del gruppo musicale statunitense Pearl Jam, pubblicato negli Stati Uniti il 27 agosto 1991 dalla Epic Records.
Il nome dell'album deve le proprie origini al numero di maglia del giocatore di pallacanestro Mookie Blaylock, dal quale il gruppo aveva inizialmente preso il nome.
Insieme a Nevermind dei Nirvana, è stato l'album che ha permesso l'affermarsi del movimento grunge e del rock alternativo durante i primi anni novanta. L'album produsse tre singoli di successo, Alive, Even Flow e Jeremy, che furono accompagnati da tre videoclip di altrettanta fama. Il video di Jeremy in particolare fu premiato con l'MTV Video Music Award al video dell'anno nel 1993. La rivista Rolling Stone ha inserito Ten al 160º posto della sua lista dei 500 migliori album.
Nel febbraio 2013 l'album ha superato quota 10 milioni di copie vendute negli Stati Uniti d'America, venendo certificato disco di diamante dalla RIAA.

## Antefatti
Il chitarrista Stone Gossard e il bassista Jeff Ament suonarono insieme nei Green River. In seguito allo scioglimento del gruppo, avvenuto nel 1987, i due si sono uniti ai Mother Love Bone sul finire degli anni ottanta. La carriera di questi ultimi venne tuttavia stroncata dall'improvvisa morte per overdose di droga del cantante Andrew Wood, avvenuta poco prima della pubblicazione dell'album di debutto del gruppo Apple nel 1990. Devastati dalla notizia, passarono mesi affinché Gossard e Ament tornassero a suonare assieme. Gossard passò il suo tempo a scrivere materiale che era più duro rispetto a quello che aveva fatto in precedenza. Dopo alcuni mesi, Gossard iniziò a contattare il collega chitarrista di Seattle Mike McCready, la cui band Shadow si era appena sciolta; McCready a sua volta incoraggiò Gossard a riconnettersi con Ament. I tre dunque si recarono in studio per sessioni separate con il batterista dei Soundgarden Matt Cameron e l'ex batterista degli Shadow Chris Friel per registrare alcune demo strumentali. Cinque dei brani registrati – Dollar Short, Agytian Crave, Footsteps, Richard's E e E Ballad – furono inseriti nel demo Stone Gossard Demos '91, che venne distribuito nella speranza di trovare un cantante e un batterista per il trio.
Il cantante di San Diego Eddie Vedder acquistò una copia della demo nel settembre 1990, quando gli venne passata dall'ex batterista dei Red Hot Chili Peppers Jack Irons. Vedder ascoltò il materiale e il giorno successivo scrisse i testi per Dollar Short, Agytian Crave e Footsteps. Le prime due furono in seguito rinominate Alive e Once. Gossard e Ament ascoltarono la demo con la voce e i testi di Vedder, e rimasero così impressionati da far volare Vedder a Seattle per un'audizione. Nel frattempo, Vedder aveva composto le parole anche per E Ballad, rinominata Black. Vedder arrivò il 13 ottobre 1990 e provò con la band (ora affiancata dal batterista Dave Krusen) per una settimana, scrivendo inoltre undici brani. Vedder fu presto assunto come cantante del gruppo, che poco dopo firmò un contratto discografico con la Epic Records.

## Registrazione
Il gruppo, all'epoca chiamato Mookie Blaylock, si recò ai London Bridge Studios di Seattle nel marzo 1991 con il produttore Rick Parashar per registrare l'album di debutto. Dopo aver lavorato con Parashar per Temple of the Dog, Gossard e Ament gli chiesero di coprodurre Ten. Parashar contribuì suonando anche pianoforte, organo e percussioni. Alcune tracce erano state registrate ai London Bridge in precedenza nel mese di gennaio, ma di quelle sessioni fu utilizzata soltanto Alive. Le registrazioni dell'album si svolsero rapidamente e richiesero solo un mese, soprattutto perché il gruppo aveva già pronto la maggior parte del materiale per il disco. Porch, Deep, Why Go e Garden furono registrati per la prima volta durante le sessioni dell'album, mentre i restanti brani furono invece realizzati in precedenza. McCready ha affermato che «Ten era principalmente Stone e Jeff; io ed Eddie eravamo i comprimari del viaggio in quel momento». Ament ha aggiunto che «all'epoca sapevamo che eravamo ancora lontani dall'essere un vero gruppo».
Le sessioni di registrazione per Ten furono completate nel maggio 1991. Krusen lasciò il gruppo una volta ultimate le sedute, per entrare in un programma di riabilitazione dall'alcool; secondo quanto dichiarato da lui stesso, il batterista all'epoca soffriva di problemi personali. Krusen ha affermato: «È stata una grande esperienza. Lo ho avvertito sin dagli inizi che il gruppo aveva qualcosa di speciale [...] Dovevano lasciarmi andare, non potevo smettere di bere, e ciò causava problemi. Loro mi diedero diverse possibilità, ma io non fui in grado di metterle insieme». A giugno la formazione si unì a Tim Palmer in Inghilterra per il missaggio. Palmer decise di effettuare il missaggio ai Ridge Farm Studios, una fattoria convertita che secondo Palmer era «ciò di più lontano possibile da uno studio di Los Angeles o New York». Palmer apportò alcune aggiunte alle tracce già registrate, tra cui la conclusione dell'assolo di chitarra di McCready in Alive e l'introduzione di Black. Negli anni successivi, i membri del gruppo tuttavia avrebbero espresso il loro disappunto per il risultato finale. Nel 2001 Ament ha detto: «Mi piacerebbe remixare Ten. Ed, sicuramente, sarebbe d'accordo con me... Non si tratterebbe di modificare le registrazioni; giusto togliere un po' di quel riverbero». Nel 2002 Gossard ha aggiunto: «[l'album] È stato "stravolto", eravamo novizi in studio e abbiamo passato troppo tempo a registrare, a fare riprese diverse, a uccidere l'atmosfera e sovraincidere tonnellate di chitarra, c'è molto riverbero nel disco». Nel 2006 Vedder ha concluso: «Posso ascoltare i primi dischi [tranne] il primo, il che è strano visto che è quello che, in un certo senso, ci ha definiti, o di cui la gente conosce più canzoni».

## Le canzoni

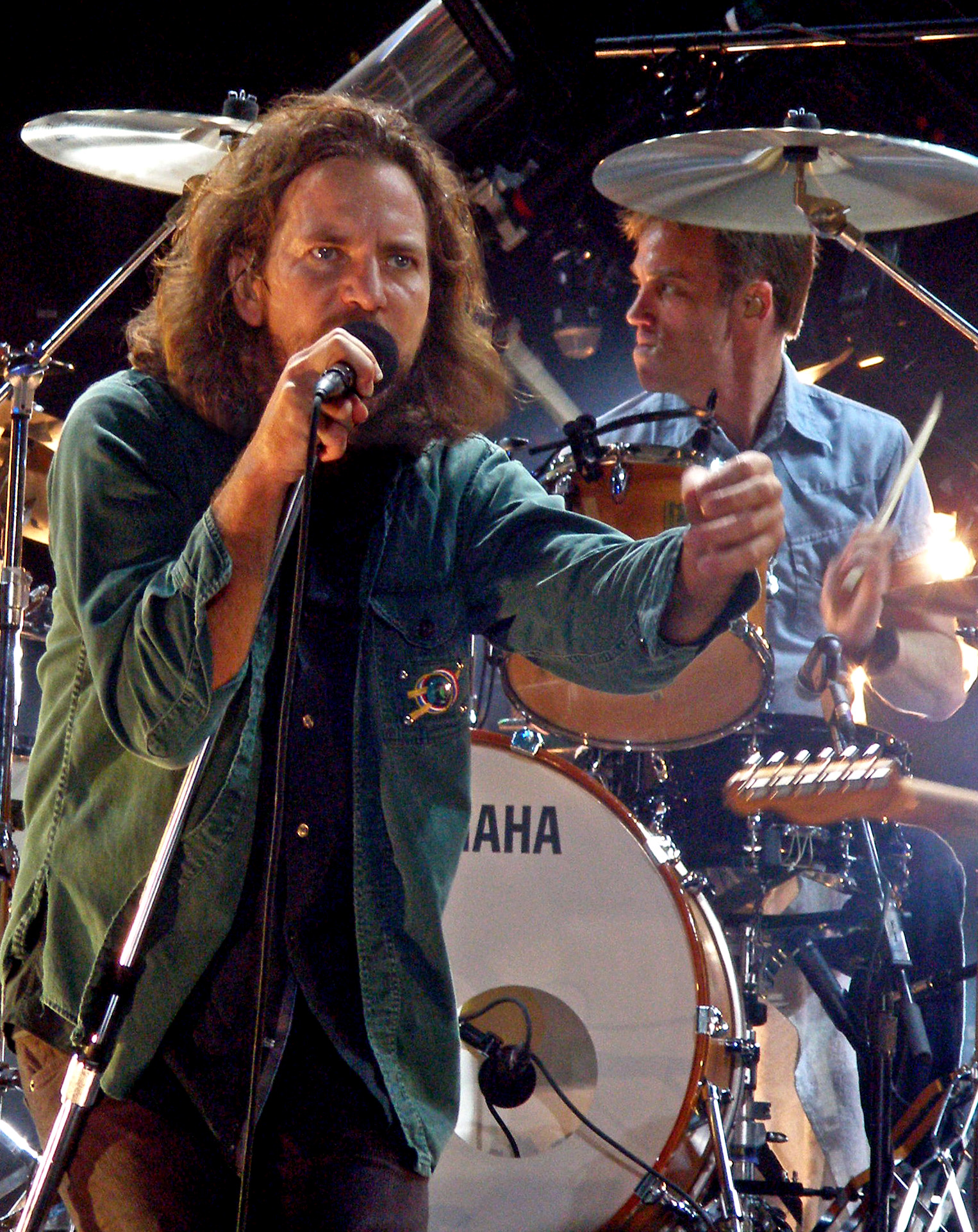
Eddie Vedder attinse dalle sue esperienze personali per scrivere alcuni dei testi dell'album

Molti dei brani di Ten sono nati come composizioni strumentali a cui Vedder ha aggiunto le parole dopo essersi unito alla formazione. I testi dell'album trattano tematiche come la depressione, il suicidio, la solitudine e l'omicidio. Le canzoni affrontano anche questioni sociali come il problema dei senzatetto (Even Flow) e l'uso degli ospedali psichiatrici (Why Go). Il singolo Jeremy e il suo video musicale sono stati ispirati da una storia di cronaca vera in cui uno studente del liceo si è sparato di fronte ai suoi compagni di classe.
Alcuni ascoltatori hanno interpretato Alive come un inno ispiratore grazie ai suoi cori e parti strumentali decisamente edificanti. In seguito Vedder ha rivelato che il brano è incentrato sul racconto semi-autobiografico di un figlio che scopre che suo padre è in realtà il suo patrigno (il vero padre è morto molto tempo prima), mentre il dolore di sua madre si trasforma in un abbraccio sessuale per il figlio, che assomiglia molto al padre biologico. Alive e Once fanno parte di una trilogia che Vedder successivamente definirà Mamasan Trilogy (il terzo brano Footsteps appare come lato B del singolo Jeremy). Vedder ha rivelato che i tre testi raccontano la storia di un giovane il cui padre muore (Alive), causandogli una follia omicida (Once) che porta alla sua cattura ed esecuzione (Footsteps).
Sebbene Ten tratti di tematiche decisamente cupe, l'album è stato generalmente visto come il catalizzatore che ha aperto le porte al rock alternativo negli anni novanta, grazie alla voce insolitamente profonda e forte (e poi molto imitata) di Vedder che si alternava tra solidità e vibrato contro lo sfrenato, chitarristico, sonorità hard rock che si rifà ai Led Zeppelin e altri gruppi rock degli anni settanta. Lo stile musicale di Ten, influenzato dal classic rock, combinava un «ampio vocabolario armonico» con un sound antemico. Stephen Thomas Erlewine di AllMusic ha scritto che le canzoni dell'album fondevano «i potenti riff dell'arena rock anni settanta con la durezza e la rabbia del post-punk anni ottanta, senza mai trascurare melodie e cori».
Ten presenta una traccia in due parti intitolata Master/Slave che apre e chiude il disco. La prima parte si colloca prima dell'inizio di Once (prima traccia), mentre la seconda dopo la conclusione di Release (ultima traccia). La canzone è interamente strumentale, eccetto per le parole indecifrabili e casuali pronunciate da Vedder sopra la melodia sonora. Il nucleo centrale del brano è una linea di basso dominante composta da Ament in tributo del suo bassista preferito Mick Karn.

### Brani scartati
I singoli dell'album presentano due lati B provenienti dalle sessioni di registrazione di Ten che non sono stati inclusi nella versione finale del disco: Wash e Yellow Ledbetter. Il primo era il lato B di Alive, mentre il secondo era presente nel singolo Jeremy ed è in seguito diventato un successo radiofonico nel 1994. Entrambi i brani sono stati inseriti nella raccolta Lost Dogs del 2003, sebbene Wash sia inclusa in una versione alternativa. Per Ten fu inoltre originariamente registrata una traccia intitolata Alone; una versione ri-registrata del brano è stata inserita nel singolo Go nel 1993. Un'ulteriore versione di Alone, con tracce vocali alternative, appare in Lost Dogs. Secondo quanto riportato da McCready, Alone è stata scartata da Ten in quanto la band disponeva già di canzoni abbastanza simili per l'album. Il brano Dirty Frank, che è stato pubblicato come lato B del singolo Even Flow, fu registrato dopo la pubblicazione di Ten e inserito come traccia bonus per le edizioni europee dell'album.
Il brano Footsteps nacque in versione strumentale nel demo Stone Gossard Demos '91. Tale base fu utilizzata anche per la traccia Times of Trouble dei Temple of the Dog. Una versione dal vivo di Footsteps del 1992 (con le parti vocali) appare come lato B del singolo Jeremy.
Altre canzoni scartate dall'album ma successivamente incluse in Lost Dogs sono Hold On e Brother, l'ultima delle quali è stata inserita in versione strumentale. Brother venne scartata per volere di Gossard che non era più interessato a suonare la canzone, una decisione che venne contestata da Ament e che lo spinse quasi a voler abbandonare la band. La versione con testo di Brother appare nella ristampa di Ten del 2009 ed è diventata un successo radiofonico quello stesso anno. I brani Breath e State of Love and Trust furono registrati entrambi per l'inserimento nella colonna sonora del film Singles - L'amore è un gioco di Cameron Crowe nel 1992. Le due versioni originarie dei brani sono state incluse nella ristampa di Ten nel 2009. Altre canzoni scartate dal disco ma inserite nella riedizione del 2009 sono Just a Girl, 2,000 Mile Blues e Evil Little Goat.

## Pubblicazione e promozione

### Copertina e nome
La copertina dell'album ritrae i cinque membri della band all'epoca delle registrazioni in una posa di gruppo e in piedi di fronte a un ritaglio di legno con il nome "Pearl Jam". Lo sfondo è stato realizzato da Ament. Il bassista ha affermato: «L'idea originale era di stare insieme come gruppo ed entrare nel mondo della musica come una vera band... una sorta di patto tutti-per-uno». Ament è accreditato per la copertina e la direzione artistica dell'album. Ha anche aggiunto: «Ci fu un po' di sbattimento con il dipartimento artistico della Sony in quel momento. La versione che tutti conoscevano come copertina di Ten era rosa mentre originariamente era stata pensata più di un colore bordeaux e l'immagine della band doveva essere in bianco e nero». Il nome originale dei Pearl Jam era stato preso dal giocatore di pallacanestro Mookie Blaylock. Venne cambiato dopo che la band firmò con la Epic Records, dal momento che i dirigenti discografici erano preoccupati per la proprietà intellettuale ed i diritti di denominazione in seguito all'accordo di sponsorizzazione stipulato da Blaylock con la Nike. Per ricordare il nome originale della band, il gruppo ha intitolato il suo primo album Ten come il numero di maglia del giocatore.

### Tour
Ament ha rivelato che «Ten era essenzialmente una scusa per andare in tour», aggiungendo: «Dicemmo alla casa discografica, "Sappiamo di poter essere una grande band, quindi dateci solo l'opportunità di uscire e suonare."» I Pearl Jam affrontarono un programma itinerante inarrestabile per promuovere Ten. Il batterista Dave Abbruzzese si unì alla band in occasione degli spettacoli dal vivo. A metà del tour pianificato in Nord America, i Pearl Jam cancellarono le date restanti per intraprendere una serie di concerti d'apertura ai Red Hot Chili Peppers durante il tour americano di Blood Sugar Sex Magik nell'autunno del 1991. L'opportunità gli venne concessa da Jack Irons, che contattò la sua band precedente per segnalargli il gruppo del suo amico Eddie Vedder. Altri artisti di supporto furono The Smashing Pumpkins e Nirvana. Quest'ultimi furono inizialmente introdotti perché i promotori del tour decisero che i Pearl Jam avrebbero dovuto essere sostituiti con un gruppo di maggior successo, ma l'abbandono degli Smashing Pumpkins portò i Pearl Jam ad essere confermati per il tour. Il capo esecutivo della Epic Michael Goldstone ha osservato che «la band fece un lavoro così straordinario aprendo il tour degli Chili Peppers che ciò gli aprì le porte della radio».
Nel 1992 la band si imbarcò nel suo primo tour europeo. Il 13 marzo dello stesso anno, durante lo show al Nachtwerk di Monaco in Germania, i Pearl Jam suonarono per la prima volta Ten nella sua interezza. La band lo rifarà solamente in occasione di un concerto alla Wells Fargo Center di Filadelfia nel 2016. Dopo la tappa europea, i Pearl Jam si imbarcarono in un nuovo tour in Nord America. Goldstone notò che nel frattempo il pubblico della band si era notevolmente espanso, dicendo che a differenza di prima, «tutti accorsero». Il manager della band, Kelly Curtis, ha dichiarato: «Una volta che le persone venivano e li vedevano dal vivo, questo meccanismo andava avanti. Facendo il loro primo tour, sapevi che stava succedendo e non c'era modo di fermarlo [...] Non avevi davvero mai visto quella reazione da una folla prima d'ora». Quando i Pearl Jam tornarono per un secondo giro in Europa, la band prese parte al Pinkpop Festival (Paesi Bassi) e il Roskilde Festival (Danimarca) nel giugno 1992. Il gruppo cancellò le restanti date europee nell'estate del 1992 dopo il Roskilde Festival a causa di uno scontro con la sicurezza di quell'evento e l'esaurimento nervoso causato dal tour. Ament ha sostenuto: «Restammo in viaggio per oltre 10 mesi. Credo soltanto che arrivò un punto a metà del tour che stava iniziando a diventare piuttosto intenso. Intendo dire l'essere solo lontano da casa, essere sulla strada tutto il tempo e la solitudine o l'essere depressi o qualsiasi altra cosa». Nell'estate dello stesso anno la band suonerà ad alcune serate del Lollapalooza in compagnia di Red Hot Chili Peppers, Soundgarden, Ministry, Ice Cube e altri artsiti.

### Riedizione del 2009
Il 24 marzo 2009 Ten è stato ristampato in quattro edizioni: Legacy, Deluxe, Vinyl e Super Deluxe. I contenuti extra di queste quattro riedizioni includono una rimasterizzazione e remix dell'intero album a cura del produttore Brendan O'Brien, una confezione ridisegnata, sei tracce bonus (Brother, Just a Girl, Breath and a Scream, State of Love and Trust, 2,000 Mile Blues e Evil Little Goat), un DVD dell'esibizione della band a MTV Unplugged nel 1992, una copia in vinile dell'album, un LP del concerto al Magnuson Park di Seattle il 20 settembre 1992, una replica della cassetta demo originale Momma-Son , e una replica del taccuino di composizione di Vedder contenente note e ricordi personali.
Per quanto riguarda il suo remix dell'album, O'Brien ha dichiarato: «La band amava il mix originale di  Ten , ma erano anche interessati a come avrebbe potuto suonare se lo avessi decostruito e remixato... Il sound originale di Ten è quello che milioni di persone hanno comprato, consumato e amato, quindi inizialmente ero esitante a dovervi mettere mano. Dopo anni di insistenti richieste da parte della band, sono stato in grado di comprendere l'idea di offrirlo come qualcosa di complementare all'originale, che dà una nuova interpretazione, un suono più diretto».
La ristampa di Ten ha venduto circa 60 000 copie nella settimana di debutto, regalando al disco vendite che non otteneva dai tempi del Natale 1993. Parallelamente alla riedizione dell'album, nel marzo 2009, l'intero Ten è stato reso disponibile come pacchetto scaricabile del videogioco simulatore di strumenti Rock Band.

## Accoglienza

### Recensioni
| Recensione           | Giudizio       |
| -------------------- | -------------- |
| AllMusic             |                |
| Blender              |                |
| Chicago Tribune      |                |
| Entertainment Weekly | B−             |
| Mojo                 |                |
| Ondarock             | Pietra miliare |
| Q                    |                |
| Rolling Stone        |                |
| Uncut                |                |
| The Village Voice    | B−             |

Sulla rivista Rolling Stone il critico musicale David Fricke ha dato all'album una recensione favorevole, dicendo che i Pearl Jam «si lanciano nel mistico con l'ipervelocità»; ha anche aggiunto che i Pearl Jam «estraggono un sacco di drammaticità da pochi accordi, chiari e potenti, che nuotano nell'eco». Allan Jones di Melody Maker ha suggerito nella sua recensione che è Vedder che «permette ai Pearl Jam di raggiungere un tale assetto, unico e avvincente». Lo scrittore dello staff di AllMusic Steve Huey lo definì un «capolavoro hard rock impeccabile» e ritenne che i «testi impressionistici» di Vedder fossero più efficaci attraverso la sua appassionata interpretazione vocale piuttosto che per il loro «significato concreto». Q lo ha definito «rock moderno rauco, arricchito da contagiosi riff di chitarra ed accompagnato da bassi potenti e batteria», e ha detto che «potrebbe essere il volto del metal degli anni novanta». Stereo Review ha detto che «il gruppo crea un sound straordinario, producendo un gigantesco inferno di chitarre ruggenti, bassi e percussioni monumentali e voci dal vivo»" Don Kaye di Kerrang! ha definito l'album «introspettivo e carico di una tranquilla forza emotiva». Greg Kot ha scritto sul Chicago Tribune: «Di tanto in tanto agitata e inesorabilmente priva di umorismo, la musica esercita comunque un potere ipnotico al suo meglio».
In una recensione meno entusiasta per Entertainment Weekly, David Browne ha dichiarato che i Pearl Jam derivano da «altri rocker del Nordovest come Soundgarden, Alice in Chains e i defunti Mother Love Bone», e ha ritenuto che «va a dimostrare che qualsiasi cosa può essere imbrigliata e impacchettata». NME ha accusato i Pearl Jam di «aver tentato di rubare soldi dalle tasche di giovani ragazzi alternativi». Kurt Cobain dei Nirvana ha attaccato con rabbia i Pearl Jam, sostenendo che la band era venduta, e ha sostenuto che Ten non era un vero album alternativo perché aveva le chitarre soliste troppo in evidenza. Robert Christgau, scrivendo su The Village Voice, ha dato all'album B- e lo ha visto come un altro in una «sfilza di album di Seattle [che] modulano lo stesso ethos fuorviante», che ha detto essere «hippy» piuttosto che «punk». Christgau l'ha definita «musica da ballo di San Francisco» le cui «caratteristiche distintive» potevano essere percepite dagli ascoltatori solo se «assumevano le droghe giuste». In seguito ha dato a Ten la valutazione di: two-star honorable mention, citando Once e Even Flow come momenti salienti, e scherzando, «nella vita l'abuso giustifica il melodramma; nella musica, i riff funzionano meglio». Charles R. Cross ha scritto su The Rolling Stone Album Guide (2004) che Ten presentava sonorità meno originali ma più importanti di Nevermind dei Nirvana, mostrando tuttavia anche l'intricato stile di chitarra della band e il canto caratteristico di Vedder.
Il portale italiano Ondarock riporta: «La forza dell'album è il suo essere (ancora oggi) così incredibilmente anacronistico. Niente contaminazioni tra punk e hard-rock come la band di Kurt Cobain. Nessuna incursione nel metal come gli Alice In Chains. I Pearl Jam riportano in vita, anche nel modo di atteggiarsi sul palco, l'hard rock degli anni settanta [...] Nessuna sperimentazione: le canzoni di Ten sono perfette nella loro semplicità. Molto spesso costruite attorno a un unico riff di chitarra, estremamente melodiche e mainstream, sembrano fatte apposta per riempire le arene, rimpiazzando (o muovendosi accanto) gli U2 nel cuore del pubblico mondiale».

### Riconoscimenti
Nel 2003 l'album è stato inserito da Rolling Stone al 209º posto nella classifica dei 500 migliori album di tutti i tempi. Nello stesso anno i lettori della rivista Q hanno votato Ten come il 42º più grande album di sempre. VH1 lo ha invece inserito all'83º posto nella sua lista dei 100 più grandi album di rock and roll. Nel 2006 è stato classificato al 15º posto nella lista dei 100 album con le migliori chitarre stilata da Guitar World. L'album è stato inoltre incluso nel libro 1001 Albums You Must Hear Before You Die.
| Pubblicazione        | Paese       | Riconoscimento                           | Anno | Posizione |
| -------------------- | ----------- | ---------------------------------------- | ---- | --------- |
| Guitar World         | Stati Uniti | 100 Greatest Guitar Albums of All Time   | 2006 | 15        |
| Rolling Stone        | Stati Uniti | 10 Greatest Debut Albums (Readers' Poll) | 2013 | 1         |
| Pause & Play         | Stati Uniti | The 90s Top 100 Essential Albums         | 1999 | 11        |
| Q                    | Regno Unito | 100 Greatest Albums Ever                 | 2003 | 42        |
| Rolling Stone        | Stati Uniti | The 500 Greatest Albums of All Time      | 2003 | 209       |
| Spin                 | Stati Uniti | Top 90 Albums of the 90s                 | 1999 | 33        |
| Spin                 | Stati Uniti | 100 Greatest Albums, 1985–2005           | 2005 | 93        |
| VH1                  | Stati Uniti | 100 Greatest Albums of Rock & Roll       | 2003 | 83        |
| Kerrang!             | Regno Unito | 100 Albums You Must Hear Before You Die  | 1998 | 15        |
| Nieuwe Revu          | Paesi Bassi | Top 100 Albums of All Time               | 1994 | 25        |
| Musik Express/Sounds | Germania    | The 100 Masterpieces                     | 1993 | 68        |
| Rolling Stone        | Germania    | The 500 Best Albums of All Time          | 2004 | 20        |
| Juice                | Australia   | The 100 (+34) Greatest Albums of the 90s | 1999 | 101       |

## Tracce
Testi di Eddie Vedder.
1. Once – 3:51 (musica: Stone Gossard)
2. Even Flow – 4:53 (musica: Stone Gossard)
3. Alive – 5:40 (musica: Stone Gossard)
4. Why Go – 3:19 (musica: Jeff Ament)
5. Black – 5:44 (musica: Stone Gossard)
6. Jeremy – 5:18 (musica: Jeff Ament)
7. Oceans – 2:41 (musica: Stone Gossard, Jeff Ament, Eddie Vedder)
8. Porch – 3:30 (musica: Eddie Vedder)
9. Garden – 4:59 (musica: Stone Gossard, Jeff Ament)
10. Deep – 4:18 (musica: Stone Gossard, Jeff Ament)
11. Release – 9:05 (musica: Stone Gossard, Jeff Ament, Mike McCready, Dave Krusen, Eddie Vedder) – contiene la traccia fantasma Master/Slave

Tracce bonus nell'edizione europea
1. Alive (Live) – 4:54
2. Wash – 3:33 (musica: Jeff Ament, Stone Gossard, Dave Krusen, Mike McCready, Eddie Vedder)
3. Dirty Frank – 5:38 (musica: Dave Abbruzzese, Jeff Ament, Stone Gossard, Mike McCready)

Traccia bonus nell'edizione giapponese
1. I've Got a Feeling – 3:42 (John Lennon, Paul McCartney)

Tracce bonus nella riedizione del 2009
1. Brother – 3:59 (musica: Stone Gossard)
2. Just a Girl – 5:01 (musica: Stone Gossard)
3. Breath and a Scream – 5:58 (musica: Stone Gossard)
4. State of Love and Trust – 4:47 (musica: Mike McCready, Jeff Ament)
5. 2,000 Mile Blues – 3:57 (musica: Jeff Ament, Mike McCready Dave Krusen)
6. Evil Little Goat – 1:27 (musica: Stone Gossard, Jeff Ament, Mike McCready, Dave Krusen, Eddie Vedder)

Contenuto bonus nella riedizione del 2009
- MTV Unplugged DVD

1. Oceans
2. State of Love and Trust
3. Alive
4. Black
5. Jeremy
6. Even Flow
7. Porch

Momma-Son MC
Testi di Eddie Vedder, musiche di Stone Gossard.
1. Alive – 4:35
2. Once – 3:44
3. Footsteps – 4:20

Drop in the Park LP
Lato A
Testi di Eddie Vedder.
1. Even Flow – 5:14 (musica: Stone Gossard)
2. Once – 3:32 (musica: Stone Gossard)
3. State of Love and Trust – 3:44 (musica: Mike McCready, Jeff Ament)
4. Why Go – 3:20 (musica: Jeff Ament)

Lato B
Testi di Eddie Vedder.
1. Deep – 4:22 (musica: Stone Gossard, Jeff Ament)
2. Jeremy – 5:03 (musica: Jeff Ament)
3. Black – 5:28 (musica: Stone Gossard)

Lato C
Testi di Eddie Vedder.
1. Alive – 5:50 (musica: Stone Gossard)
2. Garden – 5:35 (musica: Stone Gossard, Jeff Ament)

Lato D
Testi e musiche di Eddie Vedder.
1. Porch – 12:42

## Formazione
Gruppo
- Eddie Vedder – voce
- Mike McCready – chitarra solista
- Stone Gossard – chitarra ritmica
- Jeff Ament – basso
- Dave Krusen – batteria

Altri musicisti
- Rick Parashar – pianoforte, organo e percussioni
- Walter Gray – violoncello

Produzione
- Pearl Jam, Rick Parashar – produzione
- Tim Palmer – missaggio
- Dave Hillis, Don Gilmore, Adrian Moore – ingegneria del suono
- Bob Ludwig – mastering
- Kelly Curtis – management
- Jeff Ament – copertina, direzione artistica
- Risa Zaitschek, Lisa Sparagano – disegno copertina
- Lance Mercer – fotografia
- Steve Pitstick, Eddie Vedder – disegni aggiunti

## Successo commerciale
Inizialmente le vendite di Ten stentarono a decollare al momento della sua uscita. Nel novembre 1991 l'album fece la sua comparsa al secondo posto della Heatseekers, una speciale classifica contenente gli album di artisti emergenti che non sono però riusciti a entrare nella principale chart settimanale americana, la Billboard 200. Le vendite dell'album procedettero a rilento per diversi altri mesi, fino alla seconda metà del 1992, quando il disco cominciò a conquistare un successo sempre più crescente. A quasi un anno dalla sua pubblicazione, l'album entrò finalmente nella top 10 della Billboard 200 il 30 maggio 1992, all'ottavo posto. Successivamente stazionò per quattro settimane in seconda posizione, tenuto distante dalla vetta solo dall'album Some Gave All di Billy Ray Cyrus. Ten trascorse un totale di 261 settimane nella classifica Billboard, confermandosi come uno dei dischi di maggior successo di sempre. Nel febbraio 1993 le vendite americane di Ten superarono quelle di Nevermind, l'album di successo dei rivali del grunge Nirvana. Il disco continuò a far registrare vendite importanti per due anni dopo la sua pubblicazione; nel 1993 è risultato l'ottavo album più venduto in assoluto durante l'anno, superando nelle vendite anche il secondo lavoro dei Pearl Jam, Vs. pubblicato quello stesso anno. In occasione della riedizione nel 2009, l'album rientrò in diverse classifiche mondiali, incrementando ulteriormente le proprie vendite a quasi vent'anni di distanza dalla prima uscita. Secondi i dati della Nielsen SoundScan aggiornati al febbraio 2013, Ten ha superato quota 10 milioni di copie vendute negli Stati Uniti d'America.

## Classifiche

### Classifiche settimanali
| Classifica (1991)         | Posizione massima |
| ------------------------- | ----------------- |
| Stati Uniti (heatseekers) | 2                 |
| Classifica (1992-2021)    | Posizione massima |
| Australia                 | 11                |
| Austria                   | 31                |
| Belgio (Fiandre)          | 20                |
| Belgio (Vallonia)         | 66                |
| Canada                    | 2                 |
| Finlandia                 | 14                |
| Germania                  | 15                |
| Grecia                    | 5                 |
| Irlanda                   | 38                |
| Italia                    | 20                |
| Messico                   | 56                |
| Norvegia                  | 8                 |
| Nuova Zelanda             | 3                 |
| Paesi Bassi               | 10                |
| Polonia                   | 1                 |
| Portogallo                | 2                 |
| Regno Unito               | 18                |
| Spagna                    | 65                |
| Stati Uniti               | 2                 |
| Svezia                    | 9                 |
| Svizzera                  | 67                |

### Classifiche di fine anno
| Classifica (1992) | Posizione |
| ----------------- | --------- |
| Germania          | 46        |
| Nuova Zelanda     | 23        |
| Regno Unito       | 94        |
| Stati Uniti       | 11        |
| Classifica (1993) | Posizione |
| Canada            | 48        |
| Nuova Zelanda     | 11        |
| Paesi Bassi       | 56        |
| Stati Uniti       | 8         |
| Classifica (1994) | Posizione |
| Nuova Zelanda     | 23        |
| Paesi Bassi       | 71        |
| Stati Uniti       | 58        |
| Svezia            | 85        |
| Classifica (1995) | Posizione |
| Stati Uniti       | 106       |
| Classifica (1996) | Posizione |
| Stati Uniti       | 185       |
| Classifica (2021) | Posizione |
| Belgio (Fiandre)  | 121       |
| Portogallo        | 21        |
| Classifica (2022) | Posizione |
| Belgio (Fiandre)  | 137       |
| Classifica (2023) | Posizione |
| Portogallo        | 42        |
| Classifica (2024) | Posizione |
| Portogallo        | 131       |

### Classifiche di fine decennio
| Classifica (1990–1999) | Posizione |
| ---------------------- | --------- |
| Stati Uniti            | 14        |